# حكومة بن بلة الأولى
حكومة بن بلة الأولى هي أول حكومة في عهد الجزائر المستقلة. تشكلت في 27 سبتمبر 1962 و استمرت في عملها إلى غاية 18 سبتمبر 1963.

## رئاسة المجلس الوزاري
- رئيس المجلس أحمد بن بلة
- نائب الرئيس: رابح بيطاط (أصبح النائب الثالث للرئيس 16 مايو 1963)

## الوزراء
- وزير العدل وحافظ الأختام : عمار بن تومي
- وزير الداخلية : أحمد مدغري
- وزير الدفاع الوطني : هواري بومدين، رقي نائب الرئيس الأول للمجلس في 16 مايو 1963
- وزير الخارجية محمد خميستي ( اغتيل 4 ماي 1963 ) استبدل مؤقتا برئيس المجلس في 8 مايو 1963[2]
- وزير المالية أحمد فرنسيس ( استقال 4 سبتمبر 1963 )
- وزير الزراعة والإصلاح الزراعي : عمار أوزقان
- وزير التجارة محمد خبزي ( استقال 4 سبتمبر 1963 )
- وزير التصنيع والطاقة : خليفة لعروسي ( استقال 4 سبتمبر 1963 )
- وزير الإعمار والأشغال العامة والنقل: أحمد بومنجل
- وزير العمل والشؤون الاجتماعية : بشير بومعزة
- وزير التربية والتعليم : عبد الرحمن بن حميدة
- وزير الصحة العامة والسكان : محمد الصغير نقاش
- وزير البريد والاتصالات : موسى الحسني ( استقال 25 أبريل 1963 )، عوضه عبد القادر زيبق
- وزير قدامى المحاربين المجاهدين وضحايا الحرب : محمدي السعيد، رقي نائبا ثانيا للرئيس 16 مايو 1963[2]
- وزير الشباب والرياضة والسياحة : عبد العزيز بوتفليقة
- وزير الأوقاف : أحمد توفيق المدني
- وزير الاعلام محمد حاج حمو ( استقال 18 أبريل 1963 )، حل محله مولود بولعوان

## إعادة التشكيل في 4 سبتمبر 1963
- وزير خارجية جديد : عين وزير جديد للخارجية بدلا من رئيس الحكومة ضمنت المؤقتة منذ مقتل محمد خميستي . وزير الخارجية عبد العزيز بوتفليقة.[3]
- إنشاء وزارة الاقتصاد: إزالة وزارة المالية والتجارة والتصنيع و الطاقة والتي حلت محلها وزارة الاقتصاد . وزير الاقتصاد الوطني : بشير بومعزة.[3]